# Thelcticopis rubristernis
Thelcticopis rubristernis är en spindelart som beskrevs av Embrik Strand 1911. Thelcticopis rubristernis ingår i släktet Thelcticopis och familjen jättekrabbspindlar. Inga underarter finns listade i Catalogue of Life.